# Eesti Raudtee
Eesti Raudtee (EVR) ist der größte Eisenbahn-Infrastrukturbetreiber Estlands. Nach einem Privatisierungsversuch zu Beginn des neuen Jahrtausends kaufte der estnische Staat die Gesellschaft (die damals auch noch eine Sparte für Gütertransport hatte) zurück. Sie befindet sich seitdem wieder zu 100 % in Staatsbesitz.

## Geschichte

### Entwicklung der Eisenbahn im heutigen Estland
Die erste Bahnstrecke im heutigen Estland wurde 1870 von der Baltischen Eisenbahn auf dem Abschnitt Paldiski – Tallinn – Tapa – Narva durchgehend in Betrieb genommen. Noch im selben Jahr wurde die Strecke von Narva ausgehend Richtung Osten auf dem Gebiet des heutigen Russland verlängert und mit der dort bestehenden Verbindung Sankt Petersburg – Warschau verknüpft. Durch die in der in Russland üblichen Spurweite von 1524 mm (Breitspur) ausgeführte Bahnstrecke erhielten die meist eisfreien Ostseehäfen in Paldiski und Tallinn eine Verbindung mit ihrem russischen Hinterland. Beide Häfen konnten daher in den folgenden Jahren einen starken Aufschwung verbuchen und gewannen insbesondere für den Getreidetransport rasch an Bedeutung.
1876 wurde als zweite Strecke die Bahnverbindung zwischen Tapa und Tartu eröffnet, die 1887 nach Valga verlängert werden konnte. In Valga wurde die Strecke mit der 1889 fertiggestellten Bahnstrecke Pskow–Riga verknüpft. 1905 erhielt die Baltische Bahn eine weitere Stichstrecke von Keila (zwischen Tallinn und Paldiski) nach Haapsalu. Zudem wurden kürzere Stichstrecken für den Güterverkehr gebaut. 1893 fusionierten die Baltische Bahn und die Pskow-Rigaer Bahn, 1906 wurden sie mit der Warschau-Petersburger Eisenbahn zur Nordwestbahn zusammengeschlossen und verstaatlicht.
Neben den Breitspurstrecken entstand in Estland zudem ein Netz von Schmalspurbahnen mit einer Spurweite von 750 mm, deren erster Abschnitt 1896 zwischen Valga und Pärnu eröffnet wurde. 1897 folgte eine Verbindung von Mõisaküla nach Viljandi, die bis 1901 von Viljandi nach Tallinn verlängert werden konnte. Ergänzt wurde diese Strecke durch eine kurze Stichstrecke nach Paide. Betrieben wurde diese Bahnen von der Ersten Russischen Zufuhrbahn AG, die weitere Schmalspurstrecken in Litauen, Weißrussland und der Ukraine betrieb.
Während des Ersten Weltkrieges verlängerte die russische Armee zur Verbesserung des Nachschubs die Stichstrecke nach Paide bis Tamsalu an der breitspurigen Bahn von Tapa nach Tartu. Die deutsche Armee, die 1917 in der Operation Albion die estnischen Inseln Hiiumaa und Saaremaa besetzt hatte, baute auf letzterer eine 600-mm-Schmalspurbahn vom Hafen Roomassaare über Kuressaare bis Orissaare.

### Eesti Vabariigi Raudtee (1918–1940)

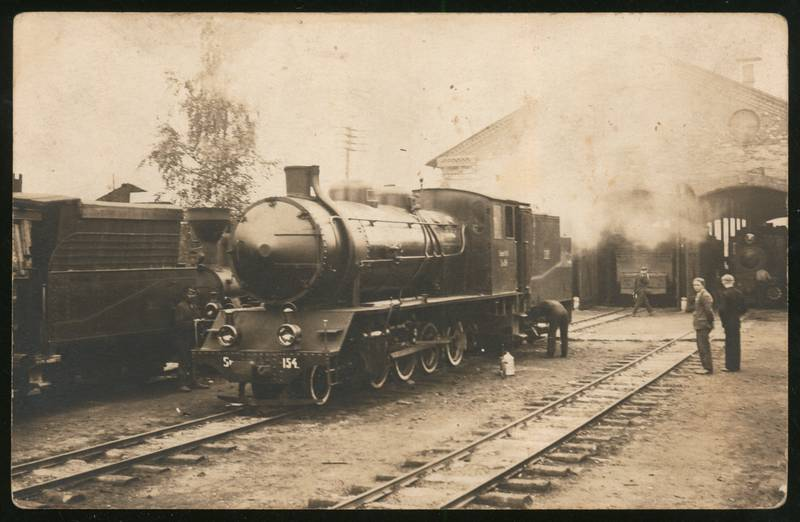
Von Krull gebaute Lok Sk-154 in Mõisaküla

Mit der Unabhängigkeit Estlands im Jahre 1918 entstand aus den bestehenden Bahngesellschaften Looderaudtee und Esimese Juurdeveoteede Selts sowie den öffentlich genutzten Teilen von Feldbahnen der Marine und der Armee eine gemeinsame estnische Bahngesellschaft, die Eesti Vabariigi Raudtee (EVR). Insgesamt übernahm die EVR etwa 650 km Breitspurstrecken und 340 km Schmalspurbahnen. Anders als die Bahnen Lettlands und Litauens hatten die Bahnstrecken in Estland weniger unter den Kriegswirren gelitten. So waren die Breitspurstrecken nicht auf europäische Normalspur umgespurt worden. Die EVR konnte daher zügig mit der Modernisierung und dem Ausbau des Netzes beginnen.
Das Breitspurnetz wurde allerdings nur um die 1931 fertiggestellte Strecke von Tartu nach Petseri erweitert, Pläne für eine Verbindung von Tartu über Viljandi und Pärnu nach Riisipere (an der Strecke von Tallinn nach Haapsalu) scheiterten an Geldmangel. Als erste Bahn im Baltikum wurde zudem 1924 die Vorortstrecke von Tallinn über Nõmme bis Pääsküla mit 1500-Volt-Gleichstrom elektrifiziert und teilweise zweigleisig ausgebaut. Die EVR beschaffte hierfür vier elektrische Triebwagen der EVR-Baureihe M. Der Fahrzeugpark wurde nur um wenige neue Dampflokomotiven erweitert, allerdings wurden die rund 130 übernommenen Loks russischer Bauart gründlich überholt und modernisiert (u. a. wurden sechs Lokomotiven der Russischen Baureihe Н (N) modernisiert und als Baureihe Nkk bezeichnet). Insgesamt beschaffte die EVR bis 1940 lediglich zehn neue Breitspurloks der Baureihen Kk und Mtk. Die 1939 bei Henschel nach dem Vorbild der DR-Baureihe 62 bestellten vier Loks der Baureihe Kk2 wurden kriegsbedingt nicht mehr an die EVR ausgeliefert und schließlich an die finnische VR verkauft.
Umfangreich ausgebaut und erneuert wurde das nach dem Krieg abgewirtschaftete Schmalspurnetz. Zunächst wurde 1926 eine neue 750-mm-Bahn von Sonda nach Mustvee eröffnet. 1928 konnte die Verbindung von Tallinn nach Pärnu durch eine neue Strecke von Lelle nach Papiniidu bei Pärnu um rund 100 km verkürzt werden. Züge benötigten statt früher 16 Stunden nur noch sechs Stunden. Bereits 1923 war eine neue Strecke nach Orajõe gebaut worden, die von der bereits vor dem Krieg vorhandenen Strecke von Pärnu nach Valga abzweigte. Sie wurde 1928 unter Verwendung einer alten Industriebahn bis ins lettische Ainaži verlängert, von dort bestand Anschluss in Richtung Riga. 1929 folgte die Bahn von Rapla nach Virtsu, dem Hafen der Fährverbindung nach Muhu und Saaremaa. Das Schmalspurnetz war damit um rund 220 km erweitert worden. Weitere Planungen konnte die EVR nicht mehr umsetzen. Die 600-mm-Bahn auf Saaremaa wurde dagegen, mit Ausnahme des kurzen Abschnitts zwischen dem Hafen Roomassaare und Kuressaare stillgelegt. Die verbliebene, 3 km lange Strecke wurde 1923 an die Stadt Kuuressare verkauft und nach Bedarf entsprechend der Dampferkurse bedient.
Für die Schmalspurbahnen konnten 1918 insgesamt 95 Loks übernommen werden. Sie wurden um 20 neue Exemplare der Reihe Uk und der Reihe Sk ergänzt, einer für Schmalspur recht schweren 1'D-Schlepptender-Lokomotive, die überwiegend von der Tallinner Maschinenbaufirma Krull geliefert wurden. Mit diesen Loks konnten die Schnellzüge von Tallinn nach Pärnu deutlich beschleunigt werden, sie erreichten für Schmalspurbahnen beachtliche mittlere Geschwindigkeiten von rund 50 km/h. Eine Besonderheit des EVR-Schmalspurnetzes war der Einsatz von Schlafwagen, 1928 wurden vier neue Schlafwagen als Ersatz für ältere Exemplare beschafft. Sie wurden zwischen Tallinn und Viljandi eingesetzt. Ebenfalls auf dieser Strecke wurden ab 1935 die ersten Dieseltriebwagen eingesetzt. Auf einer Sonderfahrt mit den Triebwagen der Reihe DeM von Tallinn nach Pärnu stellte die EVR mit 102 km/h einen neuen Geschwindigkeitsweltrekord für 750-mm-Spurweite auf, die 146 km lange Strecke wurde mit durchschnittlich 69,2 km/h durchfahren.
1940 betrieb die EVR ein Streckennetz von 1447 km, davon 772 km Breitspur- und 675 km Schmalspurstrecken. Im Zuge der Besetzung Estlands durch die Sowjetunion im Jahre 1940 wurde die EVR in die sowjetische Staatsbahn eingegliedert.

### Eesti Raudtee seit 1992

Streckennetz in Estland (2009)

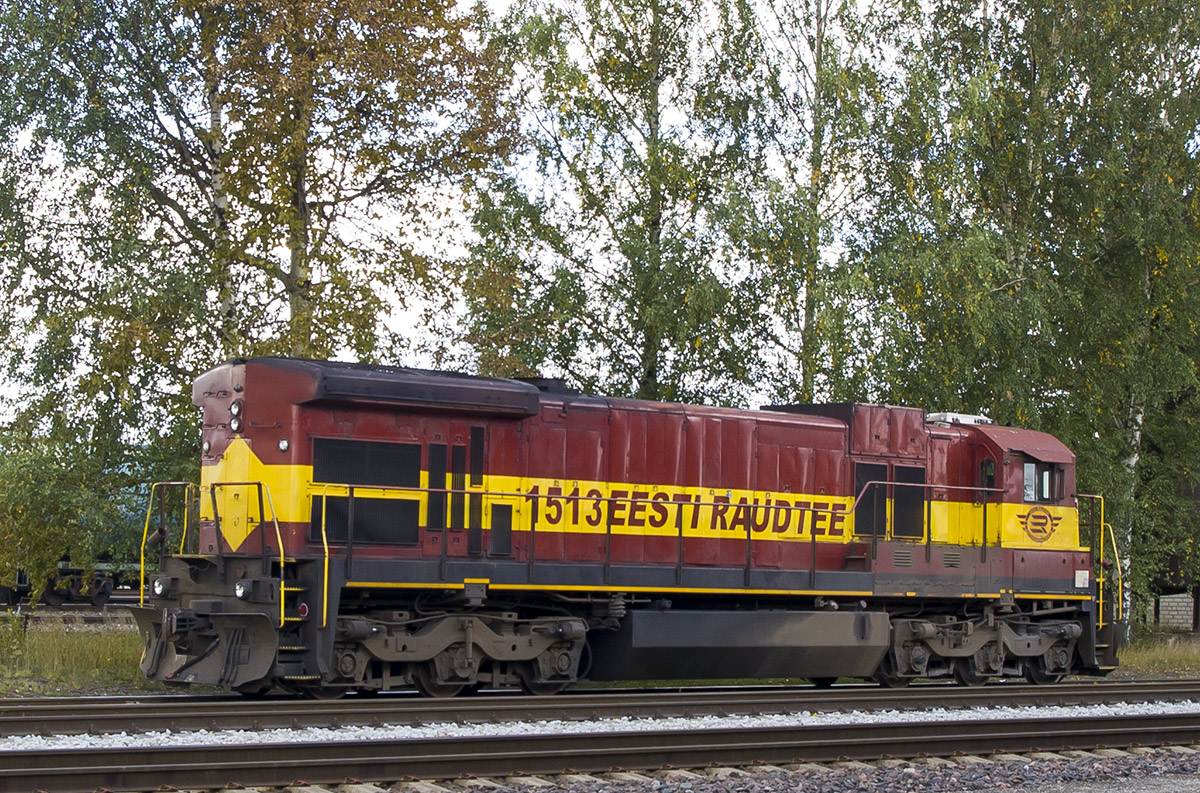
US-Diesellok C36-7 der Eesti Raudtee

Nachdem Estland seine Unabhängigkeit wieder erlangen konnte, wurde die Eesti Vabariigi Raudtee (EVR) zum 1. Januar 1992 als Staatsbahn neu gegründet und mit der Betriebsführung der estnischen Eisenbahn beauftragt. Dabei konnten von Estland nicht nur die Bahnstrecken, sondern auch Loks (u. a. zahlreiche Maschinen der Baureihe ČME3) und Wagen aus sowjetischen Beständen übernommen werden. Bald darauf erfolgte eine Aufteilung auf die EVR Ekspress (internationaler Fernverkehr), die Edelaraudtee (Regionalverkehr an der Küste), die Elektriraudtee (S-Bahn Tallinn) und die EVR (Güterverkehr und Regionalverkehr im Hinterland).
Im Jahr 2001 wurde ein Anteil von 66 Prozent an EVR für 58 Millionen US-Dollar von Baltic Rail Services (BRS) erworben. Unter privater Führung wurden zahlreiche gebrauchte amerikanische Lokomotiven der Baureihen C30-7 und C36-7 von General Electric importiert. 2007 wurde EVR wieder verstaatlicht.
Die Struktur des estnischen Eisenbahnwesens gestaltet sich aktuell so, dass Edelaraudtee Infrastrukturbetreiber der Strecke Tallinn—Viljandi ist und Eesti Raudtee die übrigen Strecken betreibt. Elektriraudtee (seit 2013 als Elron firmierend) organisiert den gesamten nationalen und EVR Ekspress (zu Go Rail umfirmiert) den grenzüberschreitenden Personenverkehr nach Russland. Die aus dem 2009 von Eesti Raudtee gegründeten Tochterunternehmen EVR Cargo hervorgegangene und seit 2012 eigenständige Operail erbringt Güterverkehrsleistungen. Eesti Raudtee ist somit nur noch als Eisenbahninfrastrukturunternehmen tätig.
Elron betreibt auch den internationalen Verkehr in die beiden anderen baltischen Staaten: Seit dem 6. Januar 2025 besteht eine durchgehende Verbindung zwischen Tallin und Vilnius mit einem täglich verkehrenden Zugpaar. Zunächst musste in Riga und Valga jeweils umgestiegen werden. Seit dem 10. Februar 2025 wird zwischen Vilnius und Valga durchgehend gefahren. Die Fahrzeit über die Gesamtstrecke beträgt etwa 10 Stunden. Bis 1998 verkehrte in dieser Verbindung der „Baltic Express“. Mit Fertigstellung von Rail Baltica soll dieser Verkehr dann auf diese Infrastruktur verlegt werden.

## Infrastruktur
Von den 1186 km Bahnstrecken, die von EVR betrieben werden, waren 237 km elektrifiziert. Außerdem betreibt EVR 61 Bahnhöfe.

## Mitarbeiter
Von den über 700 Mitarbeitern sind ungefähr 300 weiblich und 400 männlich. Das Ziel, dass Ende 2024 mindestens 37 % der Mitarbeiter die Estnische Sprache mindestens in der Niveaustufe B2 beherrschen, wurde mit 38,7 % erreicht.